# Nhạc sĩ sáng tác bài hát

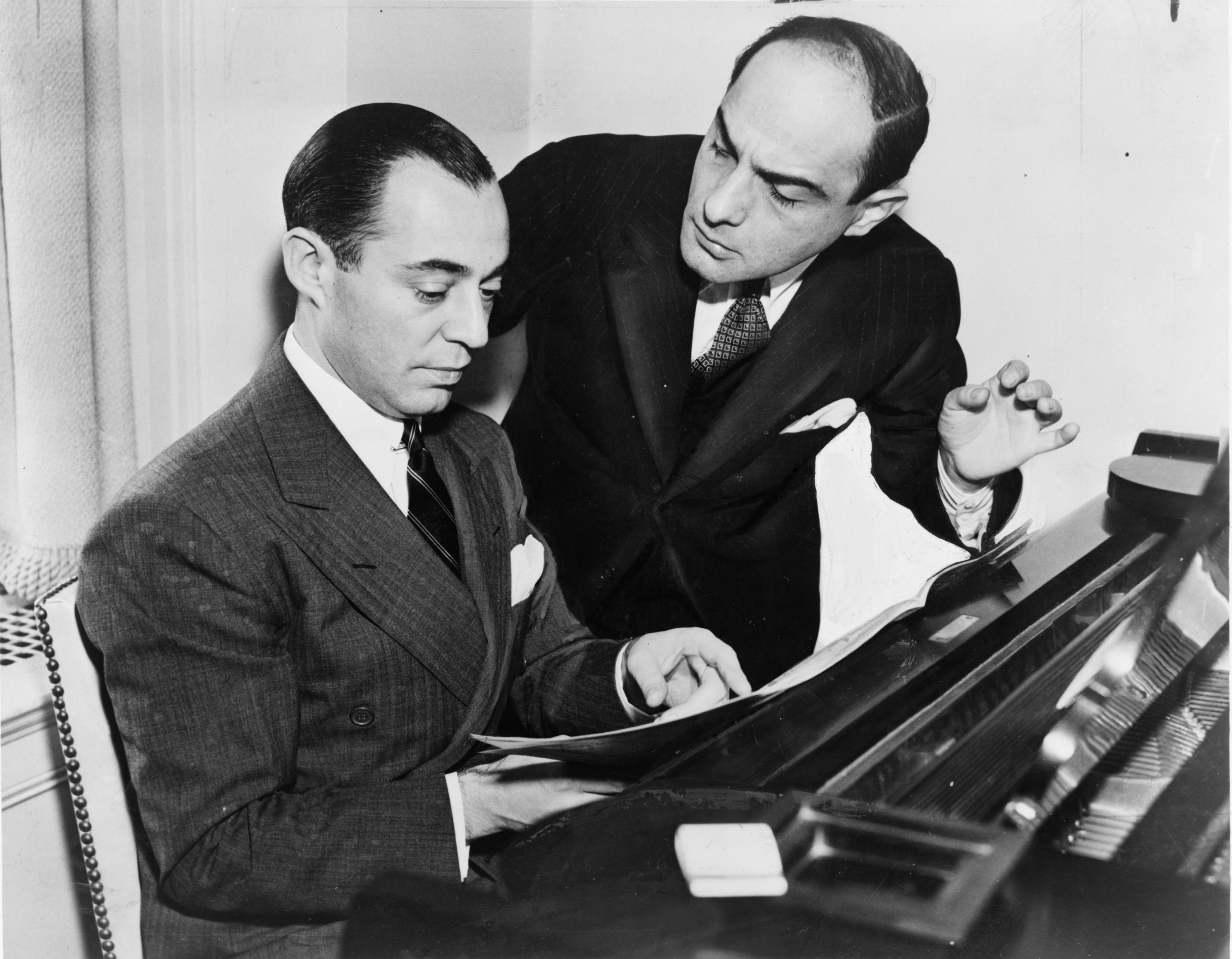
Bộ đôi nhạc sĩ sáng tác bài hát Rodgers và Hart đang sáng tác ca khúc vào năm 1936

Nhạc sĩ sáng tác bài hát (hay còn gọi là nhạc sĩ sáng tác ca khúc, người viết bài hát, tác giả bài hát, nhạc sĩ viết bài hát; tiếng Anh: songwriter) là người chuyên sáng tác tác phẩm âm nhạc hoặc viết lời bài hát, hoặc đảm nhiệm cả hai vai trò. Tác giả phần nhạc của bài hát có thể được gọi là nhà soạn nhạc, song thuật ngữ này chủ yếu thường được sử dụng trong dòng nhạc cổ điển và soạn nhạc phim. Nhạc sĩ sáng tác bài hát chủ yếu viết lời của ca khúc được gọi là nhạc sĩ viết lời bài hát. Áp lực tạo ra những bản hit nổi tiếng từ ngành công nghiệp âm nhạc làm cho việc sáng tác bài hát trở thành nhiệm vụ thông thường được giao cho một số nhạc sĩ. Ví dụ, nhạc sĩ giỏi viết lời bài hát có thể được ghép cặp với nhạc sĩ được giao nhiệm vụ sáng tác giai điệu gốc. Tác giả của những bài hát nhạc pop có thể là thành viên của ban nhạc hoặc nhạc sĩ sáng tác thuê (staff writer) - những nhạc sĩ sáng tác bài hát do các nhà xuất bản âm nhạc tuyển dụng trực tiếp. Một vài nhạc sĩ sáng tác bài hát tự xuất bản nhạc của chính mình, còn một số khác lại nhờ các nhà xuất bản bên ngoài phát hành tác phẩm của mình.
Phương pháp dạy nghề sáng tác bài hát kiểu cũ có thêm sự bổ trợ của bằng của viện đại học, bằng của trường đại học và "các trường dạy nhạc rock". Kiến thức về công nghệ âm nhạc hiện đại (thiết bị lập trình nhạc, synthesizer, biên tập âm thanh máy tính), các yếu tố sáng tác và kỹ năng kinh doanh có vai trò quan trọng đối với các nhạc sĩ sáng tác bài hát hiện đại. Một số trường đại học dạy nhạc cung cấp bằng và chứng chỉ sáng tác bài hát cùng các mô hình kinh doanh âm nhạc. Kể từ khi tiền bản quyền sáng tác và xuất bản nhạc có thể trở thành nguồn thu nhập đáng kể (đặc biệt nếu bài hát trở thành bài hit), thì ở Mỹ, những bài hát được sáng tác từ sau năm 1934 có thể chỉ cho phép chính các tác giả sao chép. Những nhạc sĩ có thể mua lại, bán đi hoặc chuyển nhượng các đặc quyền hợp pháp này. Luật này do luật quyền tác giả quốc tế quản lý.
Nhạc sĩ sáng tác bài hát có thể được tuyển dụng bằng nhiều phương thức khác nhau. Họ có thể độc quyền viết lời hoặc sáng tác nhạc cùng một nghệ sĩ khác, trình bày ca khúc để người tìm kiếm và quản lý nghệ sĩ (A&R), nhà xuất bản, đại lý và nhà quản lý âm nhạc xem xét. Nhà xuất bản có thể nộp ca khúc thay mặt nhạc sĩ, hoặc họ có thể độc lập nộp tác phẩm nhở sử dụng dịch vụ xuất bản nhạc (tip sheet) như RowFax, nhà xuất bản MusicRow và SongQuarters. Những kỹ năng liên quan đến sáng tác bài hát gồm kinh doanh và sáng tạo. Nhạc sĩ sáng tác thuê không nhất thiết phải được ghi công trên giấy nhờ những đóng góp của họ cho ca khúc.

## Nguyên ngữ
Theo các trang trực tuyến của từ điển Oxford, từ điển Cambridge và Merriam-Webster, nguyên ngữ tiếng Anh của "nhạc sĩ sáng tác bài hát" - "songwriter" được định nghĩa là "người chuyên sáng tác nhạc hoặc lời cho bài hát". Ở Việt Nam, theo phân loại của Đỗ Hồng Quân (chủ tịch Hội Nhạc sĩ Việt Nam), ngành sáng tác được chia làm hai nhóm: nhạc sĩ chuyên sáng tác ca khúc và nhạc sĩ chuyên sáng tác khí nhạc. Theo từ điển tiếng Anh-Việt của Langenscheidt và APA Publications, từ "songwriter" đều được chuyển ngữ sang tiếng Việt là "nhạc sĩ sáng tác bài hát".

## Nhạc sĩ sáng tác thuê
Những nhạc sĩ ký hợp đồng sáng tác bài hát độc quyền với một nhà xuất bản được gọi là nhạc sĩ sáng tác thuê (staff writers). Khi trở thành nhạc sĩ sáng tác bài hát thuê, trong thời hạn hợp đồng của nhạc sĩ với nhà xuất bản, mọi bài hát của họ đều được công ty đó tự động xuất bản và không thể xuất bản ở nơi khác.
Trong giới nhạc đồng quê ở Nashville, một nền văn hóa nhạc sĩ sáng tác thuê hoạt động mạnh mẽ khi mà tác giả bài hát làm việc theo hợp đồng lao động từ "9-đến-5" giờ bình thường tại văn phòng xuất bản và được trả lương đều đặn, theo lời nhạc sĩ sáng tác thuê Gary Growden. Thực chất, mức thù lao này là khoản tiền tác giả "rút trước", tức là khoản ứng trước cho thu nhập trong tương lai, được trả hàng tháng và tạo điều kiện cho họ sinh sống với một mức kinh phí cố định. Nhà xuất bản sở hữu bản quyền của ca khúc được sáng tác trong thời hạn của hợp đồng trong một khoảng thời gian chỉ định, sau thời gian đó nhạc sĩ có thể đòi lại bản quyền. Trong một lần phỏng vấn với HitQuarters, nhạc sĩ sáng tác bài hát Dave Berg đã khen ngợi những lợi ích của quy trình hoạt động này: "Tôi có thể dành toàn bộ thời gian tập trung sáng tác và luôn có đủ tiền để sống."
Không như tác giả bài hát làm theo hợp đồng, một số nhạc sĩ sáng tác bài hát thuê làm việc như nhân viên cho nhà xuất bản của họ. Dưới các điều khoản của thỏa thuận lao động thuê (work for hire), tác phẩm âm nhạc hoàn toàn thuộc quyền sở hữu của nhà xuất bản. Do điều khoản thu hồi của Đạo luật bản quyền 1976 của Hoa Kỳ không áp dụng cho "những tác phẩm làm thuê", tác giả không thể "thu hồi" bản quyền của ca khúc ra đời theo hợp đồng tuyển dụng sau 35 năm. Ở Nashville, những nhạc sĩ viết bài hát trẻ thường cực kỳ được khuyến khích tránh những loại hình hợp đồng này.
Nhạc sĩ sáng tác thuê là nghề phổ biến trong cả ngành âm nhạc, song không phải các thỏa thuận kiểu làm việc văn phòng được ưa chuộng ở Nashville. Toàn bộ các nhà xuất bản lớn tuyển dụng nhạc sĩ theo hợp đồng. Việc có được hợp đồng sáng tác ca khúc thuê với nhà xuất bản có thể là bước đầu với bất kỳ ai theo đuổi nghề sáng tác ca khúc chuyên nghiệp, một số người còn khao khát có được quyền độc lập lớn hơn vượt khỏi quy trình này, một khi họ đạt được thành công nhất định. Nhạc sĩ sáng tác bài hát Allan Eshuijs miêu tả hợp đồng sáng tác thuê của anh tại Universal Music Publishing là thỏa thuận khởi đầu. Cuối cùng, thành công của Eshuijs theo thỏa thuận tạo điều kiện cho anh lập nên công ty xuất bản âm nhạc riêng, để anh có thể "giữ được nhiều [thu nhập phát hành nhạc] nhất có thể và chia sẻ cách anh có được thu nhập đó."

## Vai trò cụ thể

### Beatmaker
Beatmaker là nhạc sĩ chuyên sáng tác nhạc hoặc nhịp của ca khúc, thường là người đặt nền móng cho phần phối khí của bản nhạc (musical bed). Sau đó nhà soạn nhạc chuyên viết giai điệu sẽ sáng tác top line của bài trên nền nhạc ấy. Những công cụ thường được sử dụng là đàn keyboard, drum machine, phần mềm softsynth và máy trạm âm thanh kỹ thuật số. Beat maker (hay nhà soạn nhạc) không nhất thiết phải theo đúng định nghĩa của nhà sản xuất nhạc hay vai trò của nghề này, vì họ thường không làm việc trực tiếp với nghệ sĩ trong phòng thu - nơi giám sát quá trình sản xuất và thu âm thành phẩm cuối cùng. Tuy nhiên, nhà sản xuất nhạc có thể tham gia đồng sáng tác ca khúc với tư cách vừa sản xuất vừa sáng tác bài hát, vì họ có thể sáng tác và soạn phần nhạc gốc như beat, rồi giám sát quá trình sản xuất, kiểm soát các buổi thu âm với nghệ sĩ và kỹ sư thu âm cho đến tận giai đoạn trộn âm (mix stage). Họ được xem là nhà sản xuất nhạc/nhạc sĩ sáng tác bài hát vì họ thường được ghi công ở cả vai trò sáng tác lẫn sản xuất. Điều này đặc biệt đúng với các nhà sản xuất nhạc R&B, hip-hop trong sản xuất nhạc hip hop đô thị, khi mà công việc sáng tác phần nhạc gốc được gộp chung với vai trò nhà sản xuất nhạc truyền thống của họ, ví dụ như Rodney Jerkins, Dr. Dre, Timbaland hoặc Pharrell Williams, vì nhà sản xuất nhạc rock hiếm khi can thiệp vào sáng tác ca khúc.

### Nhạc sĩ sáng tác top line
Nhạc sĩ sáng tác top line (top-line writer hay top-liner) là nhạc sĩ chuyên sáng tác bài hát qua phần beat có sẵn. Ở phần top-line, tác giả không sáng tác ca khúc từ con số không, mà viết lời và giai điệu trên một thể loại nhạc, âm điệu, hòa âm, điệu và hình thức sẵn có của bài hát.
Trong sáng tác nhạc thương mại hiện đại, bản nhạc được sáng tác trước mà không cần giai điệu hay ca từ trở nên phổ biến. Nguyên nhân một phần là do sự phát triển của công cụ sản xuất nhạc di động và trạm âm thanh kỹ thuật số - chúng được thiết kế để chuyển soạn nhanh nhạc điện tử, ví dụ như Cubase và Ableton Live.
Nhạc sĩ viết top-line thường kiêm luôn vai trò ca sĩ và sẽ hát đè lên bản ghi như đang thu nháp. Nếu ca khúc dành cho một nghệ sĩ cụ thể, nhạc sĩ sáng tác top-line có thể hát bài demo theo phong cách của nghệ sĩ ấy. Nhạc sĩ sáng tác top-line thường làm việc trong các nhóm có nhiều người sáng tác. Đôi khi, nhà sản xuất gửi bản nhạc cho nhiều nhạc sĩ viết top-line để nhà sản xuất hoặc có thể đưa ra lựa chọn tốt nhất. Vì bản nhạc giống nhau, nên đôi khi giai điệu của những nhạc sĩ sáng tác khác nhau có thể có thể cực kỳ giống nhau. Đôi khi nhà sản xuất có thể lựa chọn vài câu nhạc hoặc ý tưởng ca từ một top-line mà không cần ghi công rõ hay trả công cho họ. Đôi khi, những tình huống này dẫn đến các cuộc chiến pháp lý về quyền sở hữu giai điệu hay lời ca khúc.
Có một cách để ngăn chặn những cuộc chiến kể trên. Nhạc sĩ sáng tác bài hát có thể cam kết "ý định làm một ca khúc", giúp ngăn bất kỳ bên nào phá hoại ca khúc hoàn toàn. Một vài nghệ sĩ gửi tuyên bố từ chối trách nhiệm pháp lý nếu giai điệu của họ không được sử dụng sau khi đoạn topline đã hoàn thành. Top line sẽ được trả cho nghệ sĩ, còn bản ghi trở về tay tác giả của nó.

## Nhạc sĩ sáng tác bài hát đa năng

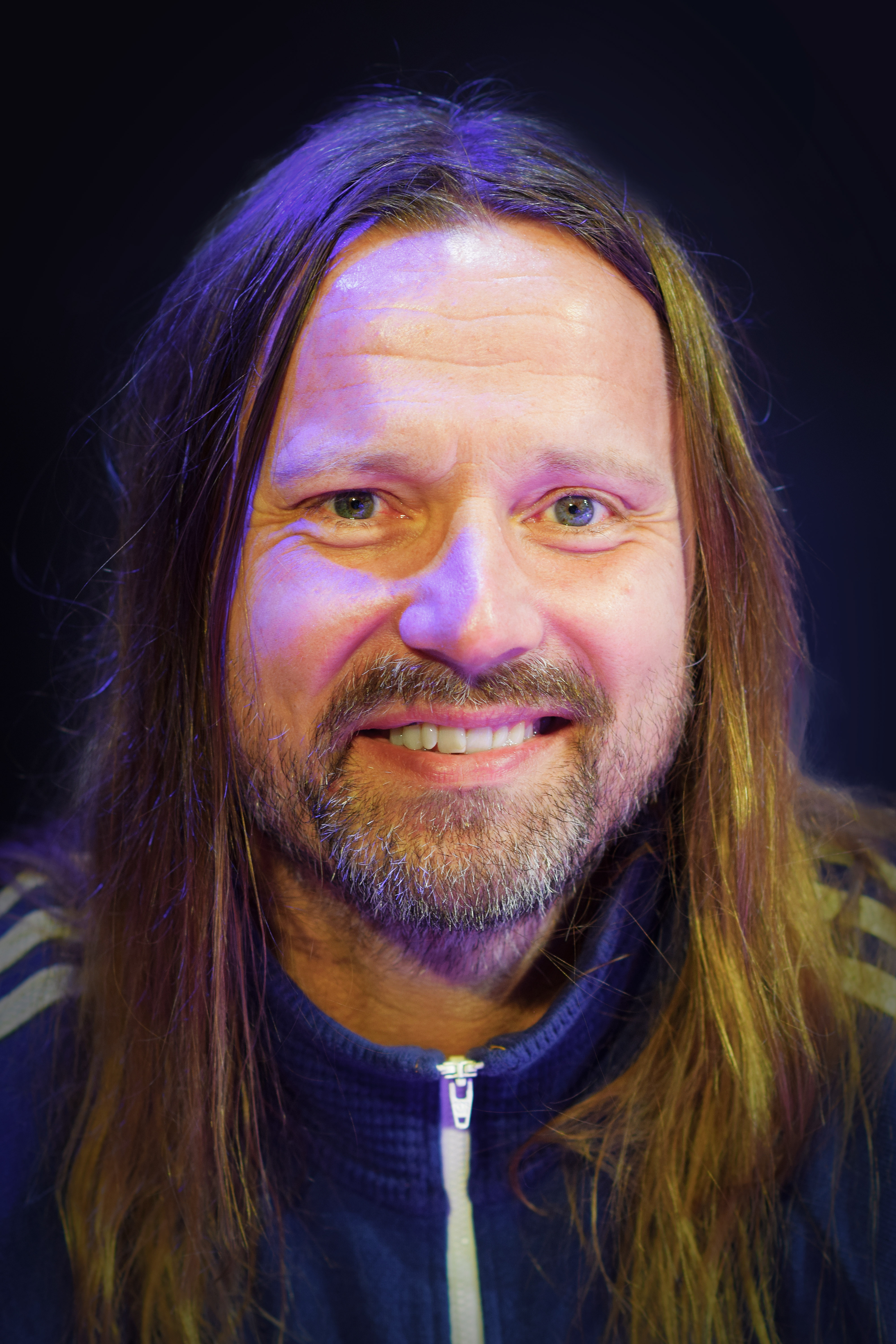
Max Martin là nhạc sĩ sáng tác bài hát/nhà sản xuất nhạc thành công nhất lịch sử về mặt thương mại.

### Trong nghề nhạc công
Nhạc sĩ sáng tác bài hát thường là những người chơi nhạc cụ điêu luyện. Một phần nguyên nhân là do quá trình phát triển ca khúc hoặc chuyển soạn yêu cầu nhạc sĩ sáng tác ca khúc phải chơi một nhạc cụ (thường là guitar hoặc dương cầm) để nghe xem tiến trình hợp âm (chord progression) phát âm thanh ra sao và nghe chuỗi hợp âm hỗ trợ giai điệu tốt như thế nào. Bên cạnh việc những nghệ sĩ khác bán ca khúc và khái niệm âm nhạc để hát, một vài nhạc sĩ sáng tác bài hát rồi tự mình trình bày. Nhạc sĩ viết ca khúc cần sáng tác hàng loạt yếu tố cho bài hát, gồm phần mở đầu, nhiều phiên khúc và điệp khúc. Ít nhất thì nhạc sĩ sáng tác bài hát phải chuẩn bị tổng phổ chính (lead sheet) cho bài hát, tức gồm một hay nhiều bản nhạc có ký âm với nốt giai điệu và tiến trình hợp âm.
Nhạc sĩ sáng tác ca khúc có thể mở rộng giai điệu và tiến trình hợp âm nhờ bổ sung giai điệu của khí nhạc (có thể xảy ra trước hoặc sau khi phần hát giai điệu, hoặc cùng phần hát giai điệu) và sáng tác cấu trúc bài hát phức tạp hơn (ví dụ như phiên khúc, điệp khúc, bridge, đoạn solo khí nhạc,...)

### Trong nghề sản xuất
Với cải tiến công nghệ gần đây, giờ đây nhạc sĩ sáng tác bài hát có thể sáng tác gần như hoàn chỉnh tác phẩm nhạc với mục đích thương mại trên laptop của họ. Cải tiến công nghệ này đã làm cho vai trò nhà sản xuất/nhạc sĩ sáng tác bài hát trở nên phổ biến hơn nhiều. Nguyên nhân có lẽ vì công chúng thường không hiểu vai trò của nhà sản xuất, nên thính giả thông thường không biết liệu nghệ sĩ có đảm nhận vai trò sản xuất không.
Brian Wilson của nhóm the Beach Boys là một trong những ví dụ đầu tiên và nổi bật nhất của việc chuyển nghề sáng tác bài hát sang nhà sản xuất nhạc. Trong hai năm mà ban nhạc gây đột phá trên thị trường thương mại, Wilson đã tiếp quản trách nhiệm của người cha Murry và trở thành nhà sản xuất duy nhất của mọi sản phẩm của ban nhạc từ năm 1963 đến 1967.

### Trong nghề ca sĩ
Nhiều ca sĩ có thể tự sáng tác ca khúc, do đó họ thường được gọi là ca sĩ kiêm nhạc sĩ sáng tác bài hát.

## Một người sáng tác

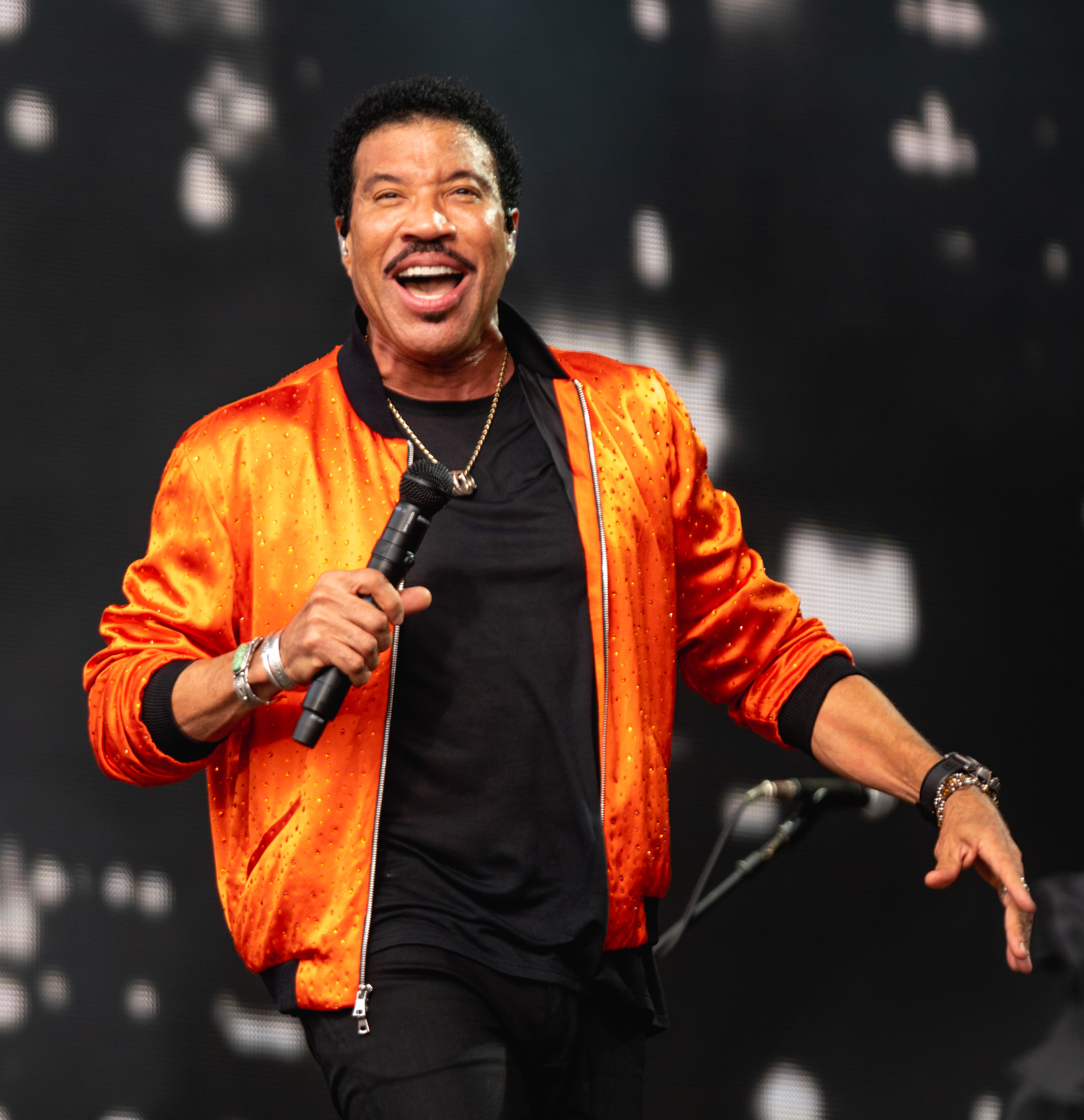
Lionel Richie là nhạc sĩ sáng tác bài hát đầu tiên tự một mình viết nên tám bài hát quán quân Billboard Hot 100.

Đối với một nghệ sĩ là người duy nhất sáng tác bài hát, người đó chịu trách nhiệm sáng tác toàn bộ phần nhạc và lời của bài hát. Theo Billboard, 44% số ca khúc giành vị trí đầu bảng Billboard Hot 100 ở thập niên 1970 đều chỉ do một nhạc sĩ bài hát sáng tác. Ở các thập niên sau, tỷ lệ giảm xuống 42% vào thập niên 1980, 24% ở thập niên 1990, 6% ở thập niên 2000 và 4% ở thập niên 2010.
Lionel Richie và Diane Warren là những nhạc sĩ duy nhất tự một mình sáng tác tám bài hát giành vị trí quán quân Hot 100. Một số ít nghệ sĩ tự một mình sáng tác, sản xuất và trình bày các bài hát quán quân Hot 100 như Prince ("When Doves Cry"), Debbie Gibson ("Foolish Beat" và "Lost in Your Eyes"), Lauryn Hill ("Doo Wop (That Thing)"), Alicia Keys ("Fallin'"), và Pharrell Williams ("Happy").

## Đồng sáng tác bài hát
Người nhạc sĩ có thể sáng tác chung hoặc hợp tác viết nên ca khúc với những nhạc sĩ sáng tác ca khúc khác. Những nhạc sĩ đồng sáng tác ca khúc có thể sử dụng phương pháp "dòng ý thức", nhằm chỉ các ý tưởng đổ dồn thay vì được bàn luận. Bước đầu tiên trong đồng sáng tác ca khúc là thiết lập bộ phận đóng góp giữa các nhạc sĩ. Theo luật bản quyền, không có khác biệt quan trọng nào giữa ca từ của bài hay giai điệu của bài, do đó từng nhạc sĩ đều có quyền sở hữu ca khúc như nhau, trừ phi thảo thuận khác đã được chốt. Những nhạc sĩ sáng tác "Phantom" là những người chỉ đóng góp ít ỏi cho bài hát. Những nhạc sĩ gợi ý một câu nhạc cho phiên khúc hoặc nhạc sĩ phòng thu (session musician) đề xuất tiến trình hợp âm cho đoạn coda cũng có thể là nhạc sĩ "Phantom". Những nhạc sĩ sáng tác "Phantom" thường không được ghi công.

### Phối hợp sáng tác bài hát

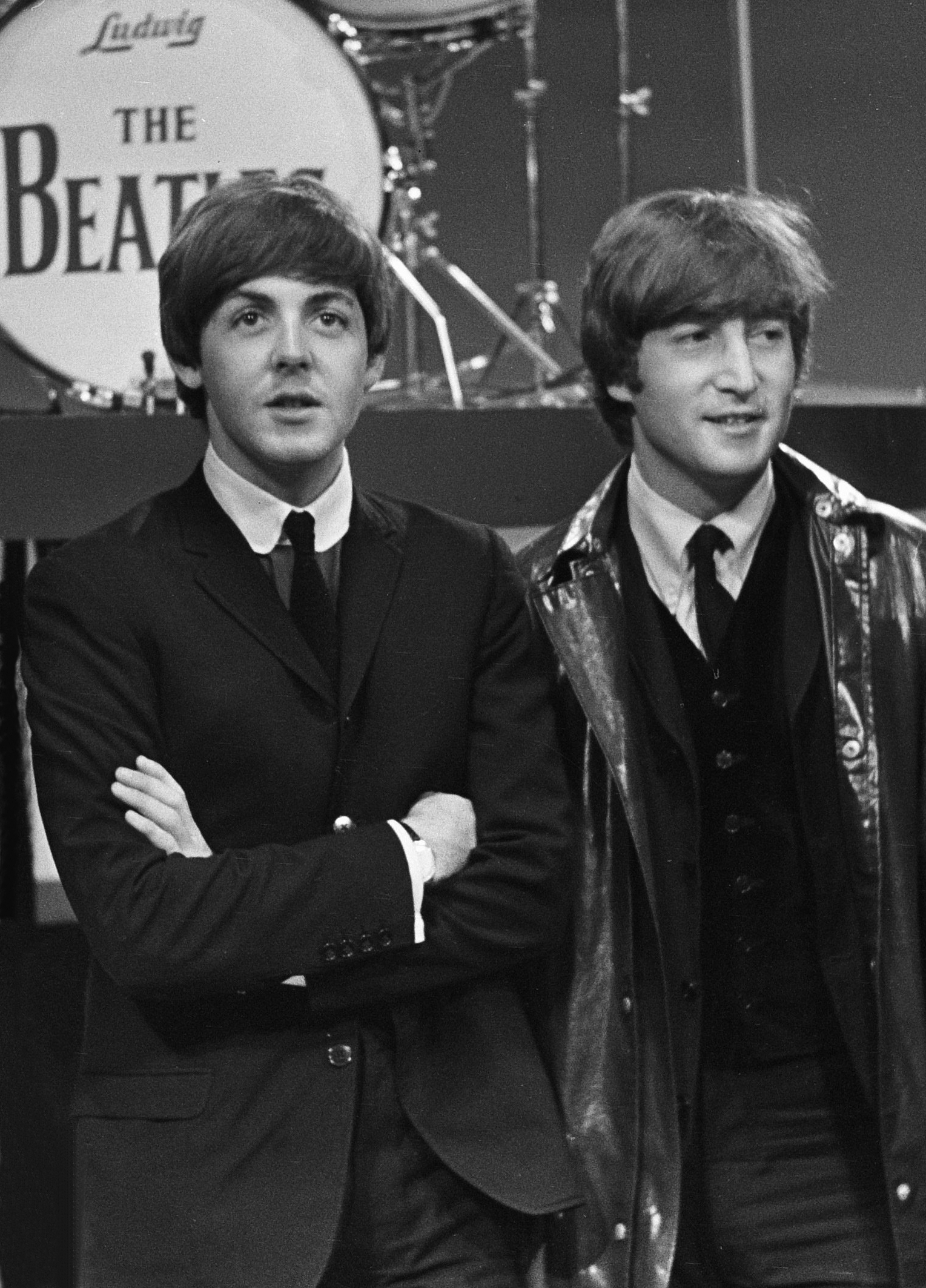
Lennon–McCartney là cặp sáng tác bài hát thành công nhất lịch sử.

Phối hợp sáng tác ca khúc hoặc bộ đôi sáng tác bài hát là màn hợp tác hiệu quả gồm hai nhạc sĩ sáng tác bài hát. Họ thường chia nhau 50% tiền bản quyền tác phẩm. Phối hợp sáng tác ca khúc có thể nằm ở giữa bộ phận nhà soạn nhạc và nhạc sĩ viết lời (Andrew Lloyd Webber với Tim Rice hay Elton John với Bernie Taupin), nghệ sĩ biểu diễn và nhà sản xuất (Madonna với Patrick Leonard hoặc Mariah Carey với Walter Afanasieff), hoặc giữa các đồng đội trong ban nhạc (Mick Jagger và Keith Richards của the Rolling Stones hoặc Björn Ulvaeus và Benny Andersson của nhóm ABBA).
Theo Billboard, sự phối hợp sáng tác ca khúc giữa John Lennon và Paul McCartney vẫn là một trong những sự hợp tác thành công nhất lịch sử. Họ đã cho ra đời hơn 180 bài hát và kỷ lục 20 đĩa quán quân trên Billboard Hot 100 của the Beatles. Sự phối hợp sáng tác bài hát giữa hai anh em Billie Eilish và Finneas O'Connell đã gặt hái nhiều chiến thắng như giải Oscar cho bài hát gốc xuất sắc nhất cũng như giải Grammy cho bài hát của năm và thu âm của năm.

### Trại sáng tác bài hát
Trại sáng tác bài hát (songwriting camp) là nơi tập hợp nhiều nhà sản xuất và nhạc sĩ sáng tác top line tại một địa điểm được chọn trước với mục đích sáng tác ca khúc cho một nghệ sĩ cụ thể. Rihanna không chỉ là một trong những nghệ sĩ thành công nhất nhờ phát hành nhiều ca khúc hit, cô còn được biết tới là người tổ chức nhiều trại sáng tác để làm album của mình. Trại sáng tác cũng là mô hình cực kỳ phổ biến trong ngành công nghiệp âm nhạc K-pop.

### Sample
Sample (hay sampling) là tái sử dụng một đoạn (hoặc sample) của bản thu thanh này trong một bản thu thanh kia. Nhạc sĩ sáng tác bài hát nguyên tác thường được ghi công đồng sáng tác khi tác phẩm của họ được lấy sample vào một bài hát khác, dù cho họ không thật sự tham gia vào sáng tác bài hát kia. Ví dụ, Sting cùng Todd Gaither và Faith Evans được ghi công đồng sáng tác bài "I'll Be Missing You" (1997) nhờ sample của "Every Breath You Take" (1983) - bài hát do đích thân anh sáng tác cho nhóm the Police. Tuy nhiên, "I'll Be Missing You" không được pháp luật phê duyệt sample trước ngày phát hành, nên Sting đã kiện và nhận được 100% tiền bản quyền bài hát, mà các khoản thanh toán được cho là đến năm 2053. Album Lemonade (2016) của Beyoncé có tới 72 nhân vật đồng sáng tác bài hát do sử dụng sample trong phần lớn các bài nhạc.